# Chlorophorus congruus
Chlorophorus congruus är en skalbaggsart som beskrevs av Holzschuh 2003. Chlorophorus congruus ingår i släktet Chlorophorus och familjen långhorningar. Inga underarter finns listade i Catalogue of Life.